# Neurella simplex
Neurella simplex är en rundmaskart som beskrevs av Nathan Augustus Cobb 1920. Neurella simplex ingår i släktet Neurella och familjen Leptolaimidae. Inga underarter finns listade i Catalogue of Life.